# Bismark Adjei-Boateng
Bismark Adjei-Boateng (Accra, 10 mei 1994) is een Ghanees voetballer die bij voorkeur als centrale middenvelder speelt. Hij stroomde in 2012 door vanuit de jeugd van Manchester City.

## Clubcarrière
Bismark Adjei-Boateng werd in 2011 door Manchester City weggeplukt uit de Ghanese Right to Dream Academy. In augustus 2012 werd besloten om hem voor twee seizoenen uit te lenen aan het Noorse Strømsgodset IF. In 2012 werd hij met Strømsgodset IF vice-kampioen. Op 10 november 2013 werd hij met Strømsgodset IF landskampioen nadat het in eigen huis FK Haugesund versloeg met 4-0. Hij had met zeven doelpunten uit zeventien wedstrijden zijn aandeel in het behalen van de landstitel.

## Statistieken
| Seizoen | Club              | Land             | Competitie          | Wed. | Doelp. |
| ------- | ----------------- | ---------------- | ------------------- | ---- | ------ |
| 2012    | Manchester City   | Engeland         | Premier League      | 0    | 0      |
| 2012    | → Strömsgodset IF | Noorwegen        | Eliteserien         | 8    | 0      |
| 2013    | → Strömsgodset IF | Noorwegen        | Eliteserien         | 17   | 7      |
| 2014    | → Strömsgodset IF | Noorwegen        | Eliteserien         | 11   | 2      |
| 2015    | → Strömsgodset IF | Noorwegen        | Eliteserien         | 21   | 4      |
| 2016    | → Strömsgodset IF | Noorwegen        | Eliteserien         | 29   | 3      |
| 2017    | Colorado Rapids   | Verenigde Staten | Major League Soccer | 18   | 0      |
| 2018    | Colorado Rapids   | Verenigde Staten | Major League Soccer | 20   | 1      |
| Totaal  | Totaal            | Totaal           | Totaal              | 124  | 17     |

## Erelijst
Strømsgodset IF
- Noors landskampioen

2013